# Katame Waza
Katame Waza (固め技) jsou techniky znehybnění a získání kontroly nad soupeřem při zápase. Název se liší podle sportu či bojového umění.

## Judo Katame Waza techniky

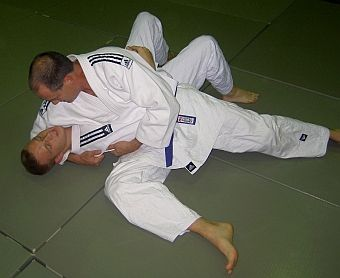
Hon kesa gatame

V judu se techniky katame waza dělí na způsobu kontroly soupeře.

### Osaekomi Waza (押込技)
Techniky držení - soupeř je fixován na zemi.
- Kami shiho gatame
- Kata gatame
- Hon Kesa gatame
- Kuzure kami shiho gatame
- Kuzure kesa gatame
- Tate shiho gatame
- Yoko shiho gatame

### Šime Waza (絞技)

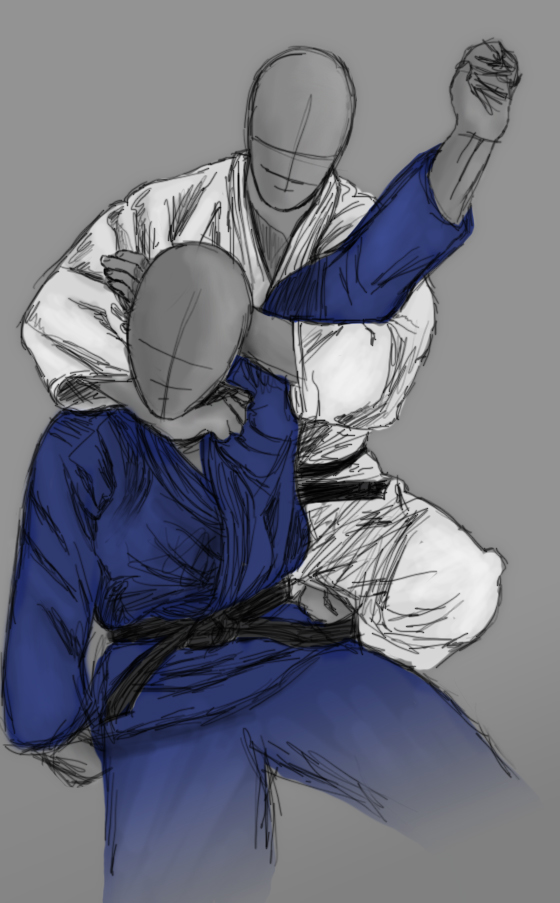
Kata ha jime

Techniky škrcení - nebezpečné techniky při kterých může dojít k bezvědomí či usmrcení soupeře.
- Gyaku juji jime
- Hadaka jime
- Kata ha jime
- Kata juji jime
- Kata te jime
- Nami juji jimee
- Okuri eri jime
- Ryo te jime
- Sankaku jime

### Kansecu Waza (関節技)
Techniky páčení - při těchto technikách hrozí nebezpečí i těžkého úrazu.
- Ashi garami
- Ude garami
- Ude hishigi ashi gatame
- Ude hishigi hara gatame
- Ude hishigi hiza gatame
- Ude hishigi juji gatame
- Ude hishigi sankaku gatame
- Ude hishigi te gatame
- Ude hishigi ude gatame
- Ude hishigi waki gatame